# Дюбюф, Гийом
Гийо́м Дюбю́ф (фр. Guillaume Dubufe; 16 мая 1853 — 25 мая 1909) — французский художник. Сын Луи Эдуара и Жюльетты Дюбюф, внук Клода-Мари Дюбюфа и Пьера-Жозефа-Гийома Циммермана, племянник Шарля Гуно.
Родился в Париже. Его мать умерла после рождения его сестры Ортанс, когда Гийому было всего два года. Ученик отца и Мазролля, пользовался известностью в особенности как талантливый живописец в декоративном роде. Оригинальность в выборе поэтических сюжетов и в манере их обработки, изящество рисунка и полный света колорит составляли главные достоинства его произведений, из которых наиболее замечательными считаются: «Святая Цецилия» (1878), диптих «Духовная музыка и музыка светская» (1882, находится в парижской консерватории), аллегорический плафон в фойе парижского театра Комеди Франсез (1885) и большое тройное панно: «Триада поэтов: В. Гюго, Ламартин и А. де Мюссе» (1889). С 1888 по 1890 год он создал серию картин с изображением Девы Марии.
Его дочь Жюльетт Дюбюф-Верле также стала художницей.